# Teuchophorus queenslandicus
Teuchophorus queenslandicus är en tvåvingeart som beskrevs av Daniel J. Bickel 1983. Teuchophorus queenslandicus ingår i släktet Teuchophorus och familjen styltflugor. Inga underarter finns listade i Catalogue of Life.